# Dziewczyna z jeziora
Dziewczyna z jeziora (wł. La ragazza del lago) – włoski dreszczowiec z 2007 roku w reżyserii Andrei Molaioli, będący jego pełnometrażowym debiutem. Adaptacja powieści kryminalnej autorstwa norweskiej pisarki Karin Fossum.

## Obsada
- Toni Servillo – Giovanni Sanzio
- Denis Fasolo – Roberto
- Nello Mascia – Alfredo
- Valeria Golino – Chiara Canali
- Fabrizio Gifuni – Corrado Canali
- Anna Bonaiuto – żona Sanzio
- Omero Antonutti – ojciec Maria
- Marco Baliani – Davide Nadal
- Giulia Michelini – Francesca[2]

## Produkcja
Zdjęcia realizowano we włoskim regionie Friuli-Wenecja Julijska, w prowincji Udine (jezioro Lago Superiore di Fusine w Tarvisio, Moggio Udinese, Preone, Tricesimo, Udine).

## Nagrody i nominacje
64. MFF w Wenecji (2007):
- Nagroda Isvema za najlepszy debiut reżyserski w sekcji "Tygodnia Krytyki" (Andrea Molaioli)
- Nagroda im. Francesco Pasinettiego dla najlepszego aktora (Toni Servillo)

David di Donatello (2008):
- Najlepszy film roku
- Najlepsza reżyseria (Andrea Molaioli)
- Najlepszy aktor pierwszoplanowy (Toni Servillo)
- Najlepszy scenariusz (Sandro Petraglia)
- Najlepszy producent (Francesca Cima, Nicola Giuliano)
- Najlepsze zdjęcia (Ramiro Civita)
- Najlepszy debiut reżyserski (Andrea Molaioli)
- Najlepszy montaż (Giogiò Franchini)
- Najlepszy dźwięk (Alessandro Zanon)
- Najlepsze efekty specjalne (Paola Trisoglio, Stefano Marinoni)
  - Najlepsza aktorka pierwszoplanowa (Anna Bonaiuto) – nominacja
  - Najlepszy aktor drugoplanowy (Fabrizio Gifuni) – nominacja
  - Najlepsza muzyka (Teho Teardo) – nominacja
  - Najlepsza scenografia (Alessandra Mura) – nominacja
  - Najlepsza charakteryzacja (Fernanda Perez) – nominacja